# Alstonia coriacea
Alstonia coriacea är en oleanderväxtart som beskrevs av Jean Armand Isidore Pancher och Spencer Le Marchant Moore. Alstonia coriacea ingår i släktet Alstonia och familjen oleanderväxter. Inga underarter finns listade i Catalogue of Life.